# Abe Carver
Abe Carver is een personage uit de soapserie Days of our Lives. De rol wordt sinds 1981 door acteur James Reynolds. De rol van Abe is de langstlopende rol in een soapserie voor een Afro-Amerikaanse acteur. In 2003 leek zijn rol uitgespeeld toen hij het eerste slachtoffer werd van de seriemoordenaar, maar sinds 26 mei 2004 speelt hij opnieuw mee. Abe is wel niet een van de hoofdpersonages en als hij geen verhaallijn heeft komt hij slechts weinig in beeld.

## Personagebeschrijving
Abe groeide in Salem op met zijn broers Theo en Jonah. Zijn passie voor gerechtigheid startte op jonge leeftijd maar werd versterkt toen zijn broer Theo vermoord werd door een corrupte politieagent. Abe ging nu werken bij de politie van Salem om de stad van alle vuil te zuiveren, met name Stefano DiMera.
Hij had een relatie met Nikki Wade, maar dat liep mis toen hij haar liet staan op een bal om in de plaats een drugsrazzia te houden. Enkele jaren later ontmoette hij Lexie Brooks, die ook bij de politie zat en trouwde met haar in 1989.
In 1995 onderzocht Abe de moord op Tony DiMera terwijl Lexie erachter kwam dat haar tante Frankie, beter bekend als Celeste Perrault, in feite haar echte moeder was. Abe steunde haar, maar was minder blij met het nieuws te horen dat de echte vader van Lexie Stefano was. Samen met Lexie ging Abe naar Parijs om daar Marlena te zoeken, die door Stefano ontvoerd werd. Rachel Blake schoot Stefano neer nabij een gastank die ontplofte. Rachel en Stefano werden dood gewaand, maar enkel Rachel was effectief dood. Stefano verschool zich en werd enkele maanden later gevat. Dan zorgde hij ervoor dat Roman Brady terug naar Salem gehaald werd en hij was ongeneeslijk ziek. Enkel Stefano had een tegenmiddel en met tegenzin liet Abe Stefano ontsnappen om samen met John Black op zoek te gaan naar het tegengif. Nadat Roman genezen was werd Stefano vrijgesproken van al zijn misdaden.
In 1999 kwam de jongeman Brandon Walker naar Salem. Hij had een onverklaarbare haat voor Abe, die hij niet begreep. Brandon spoorde een jonge man Larry aan om Abe te vervolgen omdat hij in een rolstoel belandde door een professionele fout van Abe jaren geleden. Abe begreep Brandon niet tot zijn moeder, Fay Walker hem uitlegde dat Brandon hen jaren geleden toen ze een affaire hadden gezien had. Brandon gaf Abe de schuld dat zijn vader hen sloeg en dat het huwelijk tussen zijn ouders was stukgelopen. Op hetzelfde moment probeerde hij een kind te krijgen met Lexie, maar dat wilde maar niet lukken. Stefano stelde voor om een kind te adopteren en droeg dronkenlap Marlo voor. Brady Black, de zoon van John gedroeg zich rebels en toen hij op de vlucht was voor de politie werd hij door Abe neergeschoten en was hij tijdelijk verlamd. Hij klaagde de politie van Salem aan.
Marlo beviel, maar bij de geboorte werd haar kind verwisseld met dat van Hope Williams waardoor Lexie het kind van Hope kreeg. Stefano was een potentiële vader van dit kind en wilde niet dat dit door Brady's zou opgevoed worden. Stefano bleek niet de vader te zijn, maar wel John Black. Toen de biologische ouders van Marlo's kind opdaagden en ze hun kind, Isaac, terug wilden weigerde Lexie. Ze werd soms hysterisch en gedroeg zich vreemd. Abe vond dat ze meer en meer op een DiMera begon te lijken en dat zinde hem niet. Toen de waarheid aan het licht kwam dat Isaac en JT verwisseld waren en dat Lexie hiervan op de hoogte was (hoewel niet van in het begin), was hij furieus en verliet hij haar.
Na een tijd kwamen ze terug samen en werd Lexie zwanger, maar zij had intussen ook de lakens gedeeld met Brandon Walker en wist niet van wie het kind was. Dan kwam aan het licht dat Brandon de zoon was van Abe en dat Abe ook de vader was van Lexies baby Theodore, die naar zijn vermoordde broer genoemd werd. Brandon verliet Salem, maar hij en Abe omhelsden elkaar wel nog als vader en zoon voor hij wegging.
Abe was dolgelukkig met zijn zoon en op de dag dat hij gedoopt werd was Abe het eerste slachtoffer van de seriemoordenaar die Salem de volgende maanden zou teisteren. Maanden later bleek geen enkel slachtoffer echt dood te zijn, maar iedereen was ontvoerd naar een tropisch eiland. Na enkele maanden slaagden de gevangenen van Tony Dimera erin om terug naar Salem te keren en hij verenigde zich met Lexie en Theo. Kort daarna begon hij gezichtsproblemen te krijgen en werd tijdelijk blind. Met Thanksgiving kwam Brandon op bezoek en Abe was hier heel blij mee. Nadat Brandon weer weg was ging het bergaf met hem, Abe werd helemaal blind en zelfs impotent. Hij werd heel snel kwaad op Lexie en beschuldigde haar ervan met Tek Kramer te willen slapen. Ze besloten echter dat hun huwelijk te belangrijk voor hen was en er voor te vechten. Via een transplantatie had Abe zijn gezichtsvermogen teruggekregen.
Begin 2007 kwam Lexie om het leven in een autocrash. Kort daarna begon zijn zicht opnieuw te verslechteren en moest hij een tweede transplantatie ondergaan. Aan het einde van dat jaar bleek dat Lexie nog in leven was en dat ze al die maanden gevangen gehouden werd in de tunnels onder Salem. Het koppel verenigde zich opnieuw.